# بورگن (ماین-کبلنتس)
بورگن (به آلمانی: Burgen) یک شهر در آلمان است که در ماین-کبلنتس واقع شده‌است. بورگن ۷۷۶ نفر جمعیت دارد.